# Centre Copernic (Varsovie)
Ne doit pas être confondu avec Copernicus Center.

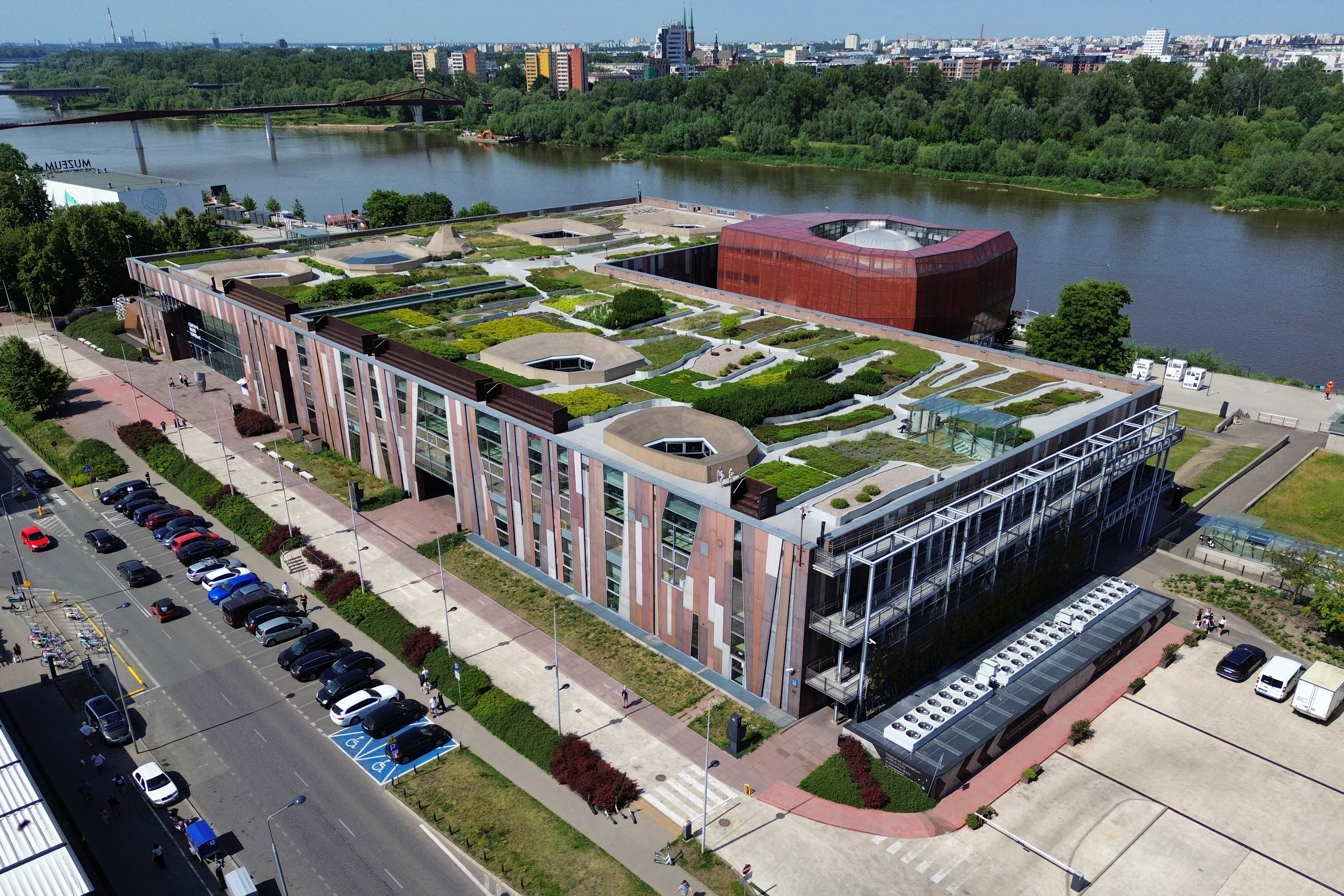
Le centre des sciences Copernic.

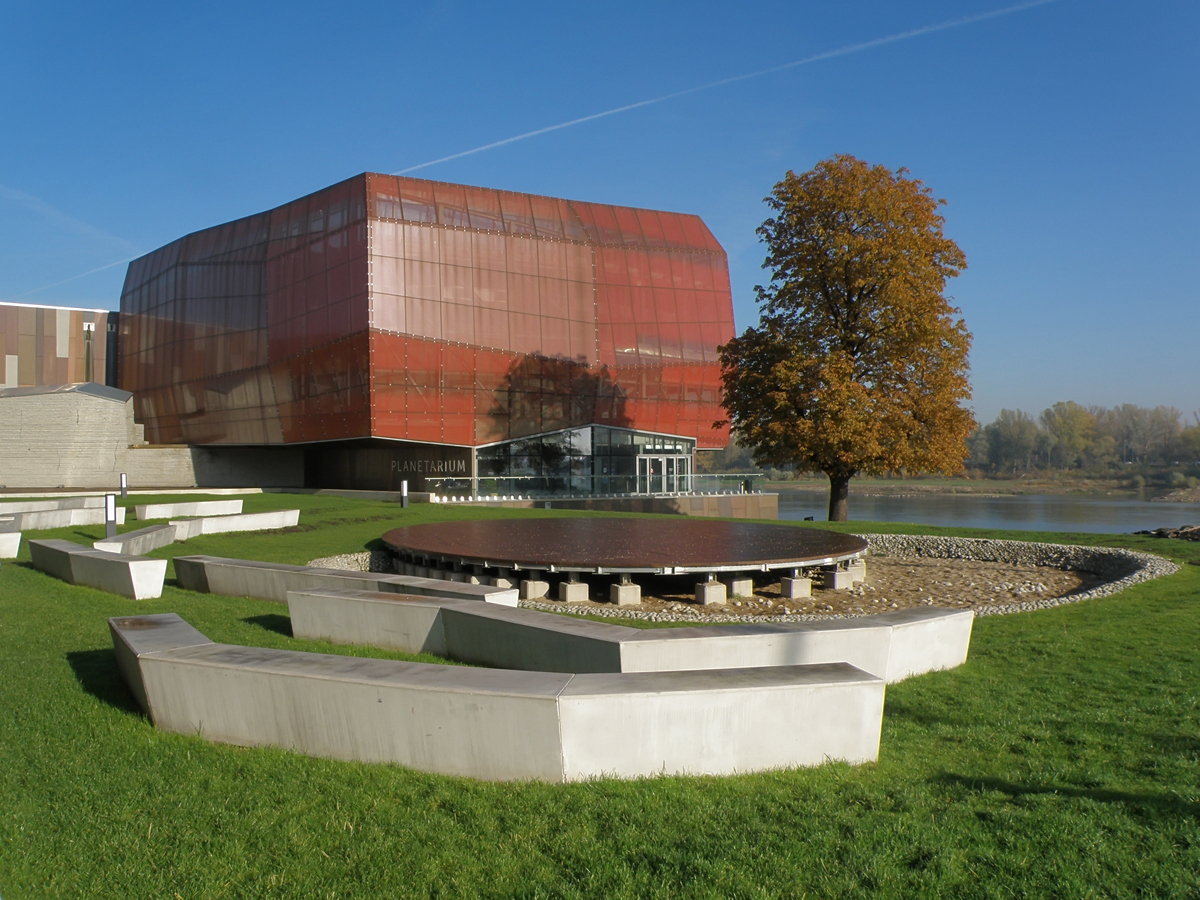
Le planétarium « Les Cieux de Copernic ».

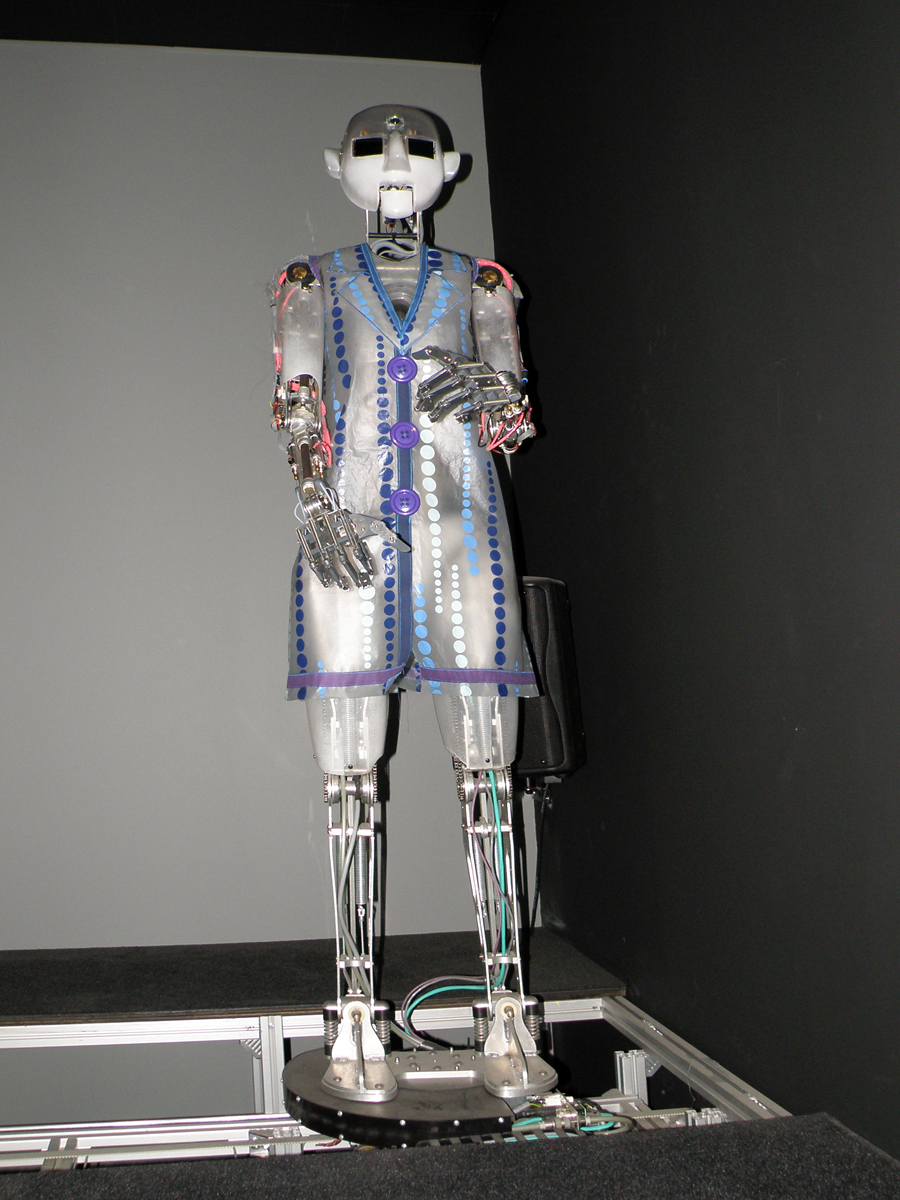
Le Théâtre Robotique.

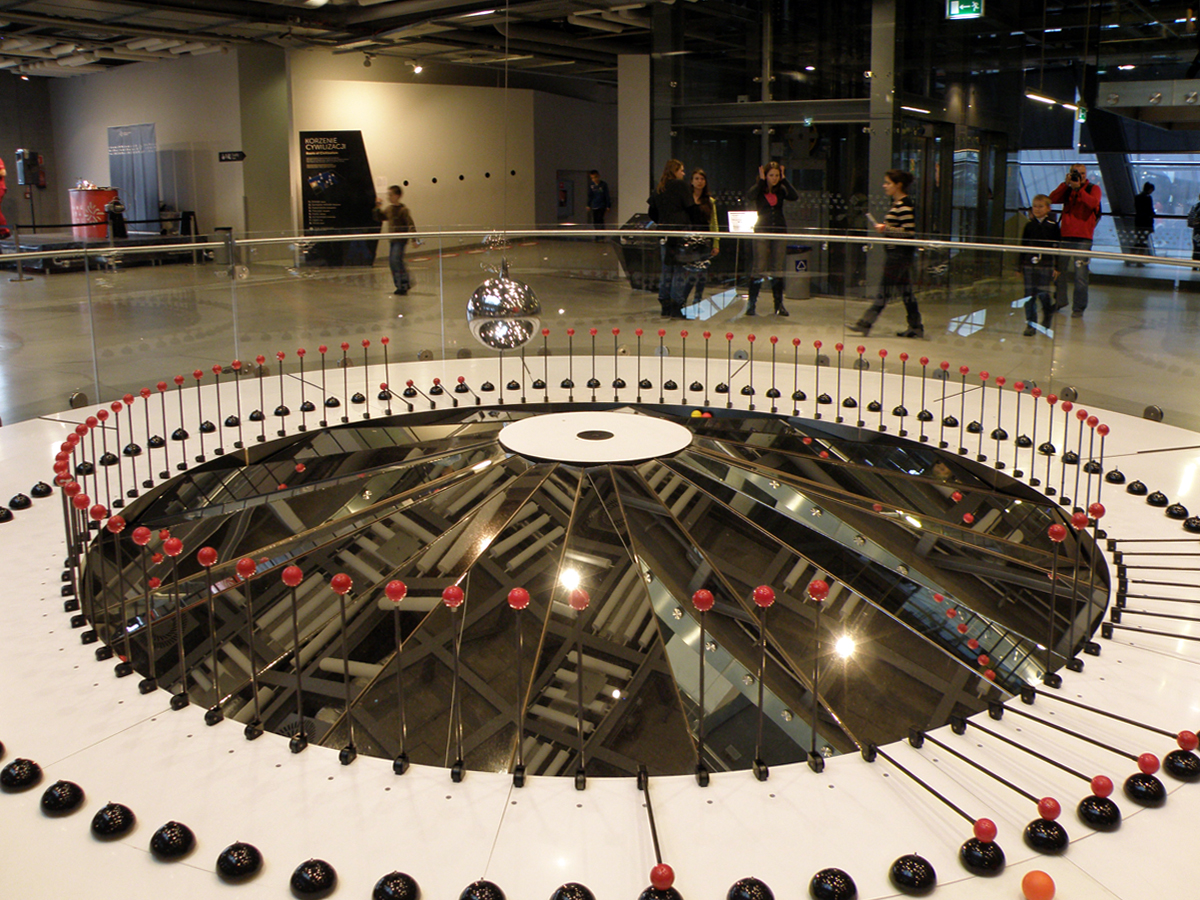
Le pendule de Foucault.

Le Centre scientifique Copernic (en polonais Centrum Nauki Kopernik) est un musée des sciences situé sur la rive gauche de la Vistule à Varsovie, en Pologne. Il contient plus de 450 expositions interactives qui permettent aux visiteurs de réaliser eux-mêmes des expériences et de découvrir par eux-mêmes les lois de la science. Le centre est la plus grande institution de ce type en Pologne et l’une des plus avancées d’Europe. En 2018, depuis son ouverture, il a été visité par plus de 8 millions de personnes.
Le premier module du bâtiment du Centre a été inauguré le 5 novembre 2010 avec cinq galeries (« En mouvement », « L'Homme et l'environnement », « Les racines de la civilisation », « Lightzone », et « Bzzz ! »). De nombreuses autres galeries d'exposition ont suivi, dont l'exposition pour les adolescents « RE : génération » (3 mars 2011) ; un planétarium, « Les Cieux de Copernic » (19 juin) ; le Parc de la découverte (5 juillet), le laboratoire de chimie (18 octobre) ; le laboratoire de biologie (15 novembre), l'atelier de robotique (6 décembre) et le laboratoire de physique (20 décembre 2011).
Depuis 2008, le Centre scientifique Copernic organise en collaboration avec la Radio polonaise le pique-nique scientifique (en), le plus grand événement de vulgarisation scientifique en plein air d'Europe. En 2011, le Centre a accueilli la conférence ECSITE (European Network of Science Centres and Museums) – l’un des événements les plus importants dans le domaine des centres et musées scientifiques au monde.

## Bâtiment
Le bâtiment du Centre scientifique Copernic a été érigé sur la rive de la Vistule, en plein cœur de Varsovie (à l'angle des rues Wybrzeże Kościuszkowskie et Zajęcza, au-dessus du tunnel Wisłostrada). La conception du bâtiment a été développée par de jeunes architectes polonais du cabinet RAr-2 de Ruda Śląska, qui ont remporté un concours d'architecture pour le Centre scientifique Copernic en décembre 2005, avec les ingénieurs du Buro Happold.
Le complexe du Centre comprend :
- un bâtiment de deux étages d'une superficie totale de 15 000 mètres carrés abritant des expositions permanentes et temporaires, des laboratoires et des ateliers, un centre de conférences, des cafés et des restaurants, ainsi que des bureaux et un jardin sur le toit-terrasse ;
- un garage et un atelier au niveau souterrain ;
- un planétarium multimédia installé dans un bâtiment en forme de rocher, comprenant une plate-forme d'observation ;
- un parc de découverte environnant, comprenant des stations d'expérimentation en plein air, une galerie d'art en plein air et un amphithéâtre.

## Exposition permanente
L'exposition permanente du Centre scientifique Copernic comprend plus de 400 objets interactifs. L'exposition est divisée en six sections concernant différents domaines de la connaissance :
- En mouvement
- L'Homme et l'environnement
- Buzzz! — galerie pour les enfants d'âge préscolaire
- Zone lumineuse
- Les racines de la civilisation
- RE: génération — galerie pour jeunes adultes

## L'expositionExpérience!et autres activités du Centre
Expérience! est la première exposition organisée par le Centre des sciences Copernic. Il a fait sa première apparition lors du pique-nique scientifique de Varsovie en juin 2006, où plus de 10 000 personnes l'ont visité en une seule journée. Depuis septembre 2006, elle sillonne les grandes villes et les petites communes pour permettre à leurs habitants de réaliser eux-mêmes des expériences concrètes.
Le Centre scientifique Copernic organise également des ateliers familiaux, où les enfants (5 à 8 ans) et leurs parents ou tuteurs peuvent réaliser des expériences pour les aider à mieux comprendre les phénomènes du quotidien (par exemple, d'où vient le courant dans les prises électriques, comment fonctionne un téléviseur ou pourquoi la levure fait lever la pâte). Les enfants peuvent facilement répéter les expériences eux-mêmes à la maison.
Le Centre participe à divers événements de vulgarisation scientifique : les événements Été et Hiver en Ville, les Fêtes des Sciences et l'événement Été à la Radio. Pour les enseignants, le Centre scientifique Copernicus organise des formations et des concours.

## Forme d'organisation
Le Centre des sciences Copernic est une institution culturelle créée et financée par la ville de Varsovie, le ministère de la Science et de l’Enseignement supérieur polonais (en) et le ministère de l'Éducation nationale polonais (en).